# Скарбіцеш
Скарбіцеш (пол. Skarbiciesz) — село в Польщі, у гміні Єзьожани Любартівського повіту Люблінського воєводства.
Населення — 77 осіб (2011).

## Демографія
Демографічна структура станом на 31 березня 2011 року:
|          | Загалом | Допрацездатний вік | Працездатний вік | Постпрацездатний вік |
| -------- | ------- | ------------------ | ---------------- | -------------------- |
| Чоловіки | 39      | 7                  | 23               | 9                    |
| Жінки    | 38      | 11                 | 12               | 15                   |
| Разом    | 77      | 18                 | 35               | 24                   |